# Yanununbeyan-Nationalpark
Der Yanununbeyan-Nationalpark ist ein Nationalpark im Südosten des australischen Bundesstaates New South Wales, 247 km südlich von Sydney, 38 km südöstlich von Canberra und 38 km westlich von Braidwood.
Der Park zwischen dem Tallaganda-Nationalpark im Osten und dem Queanbeyan River im Westen umfasst Hügelland an den Westhängen der Great Dividing Range. Die höchste Erhebung ist der Mount Foxlow mit 1210 m. Dort wächst Eukalyptuswald, in den höheren Lagen auch Schnee-Eukalyptus. Dazwischen findet sich lichter, grasiger Wald. Im Südwesten schließt das staatliche Schutzgebiet Yanununbeyan State Conservation Area an.